# Bergkirche St. Marien (Annaberg-Buchholz)

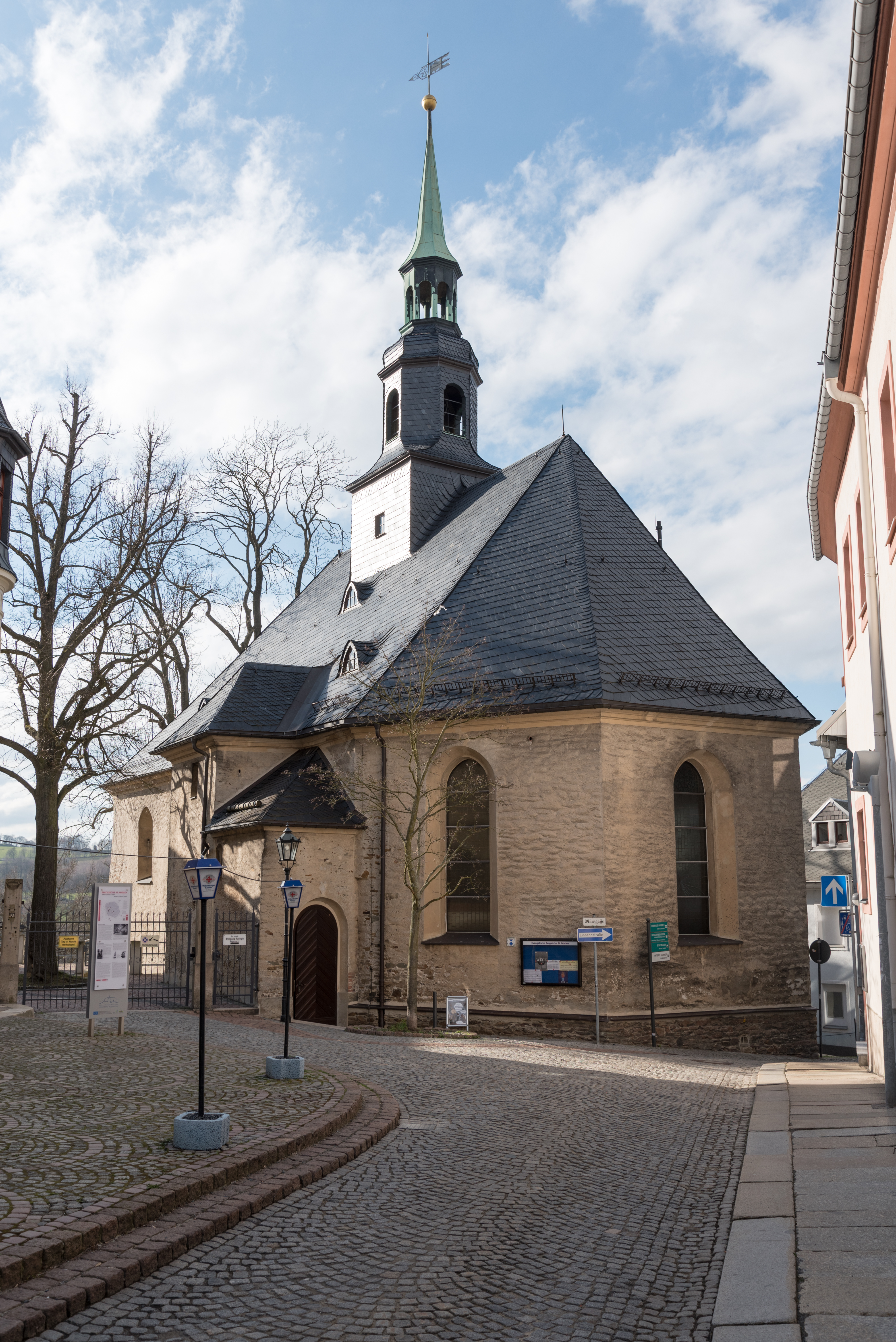
Bergkirche St. Marien

Die zwischen 1502 und 1511 erbaute Bergkirche St. Marien ist die einzige bergmännische Sonderkirche in Sachsen. Sie wurde von den Bergleuten für die Bergleute an der Nordwestseite des Marktplatzes von Annaberg-Buchholz erbaut.

## Geschichte
Die Grundsteinlegung erfolgte durch den Stadtgründer von Annaberg, Herzog Georg dem Bärtigen. Finanziert wurde der Bau durch die „Büchsenpfennige“ der Annaberger Knappschaft. Bis zum Ende des Bergbaus im Annaberger Revier gegen Ende des 19. Jahrhunderts diente die Bergkirche ausschließlich den Andachten der Bergleute sowie Berggottesdiensten zu Bergquartalen und Bergfeiertagen. Die Bergkirche wurde bei den Stadtbränden in Annaberg in den Jahren 1604, 1630, 1664 und 1731 zum Teil stark zerstört.
Die heutige äußere Gestalt der Bergkirche geht auf das Jahr 1736 zurück. Im Ersten Weltkrieg wurde die Glocke der Bergkirche für Kriegszwecke eingeschmolzen. Erst 1996 erhielt die Bergkirche vor allem auf Betreiben der Bergknapp- und Brüderschaft „Glück auf“ Frohnau e. V. wieder eine Glocke aus Bronze, die von der Kunst- und Glockengießerei Lauchhammer gegossen wurde. Sie hat einen Durchmesser von 790 mm und ein Gewicht von 295 kg; ihr Schlagton ist b′. Im Jahre 2005 wurde die Bergkirche St. Marien nach rund einjährigen Sanierungs- und Umbauarbeiten wieder eröffnet.

## Nutzung

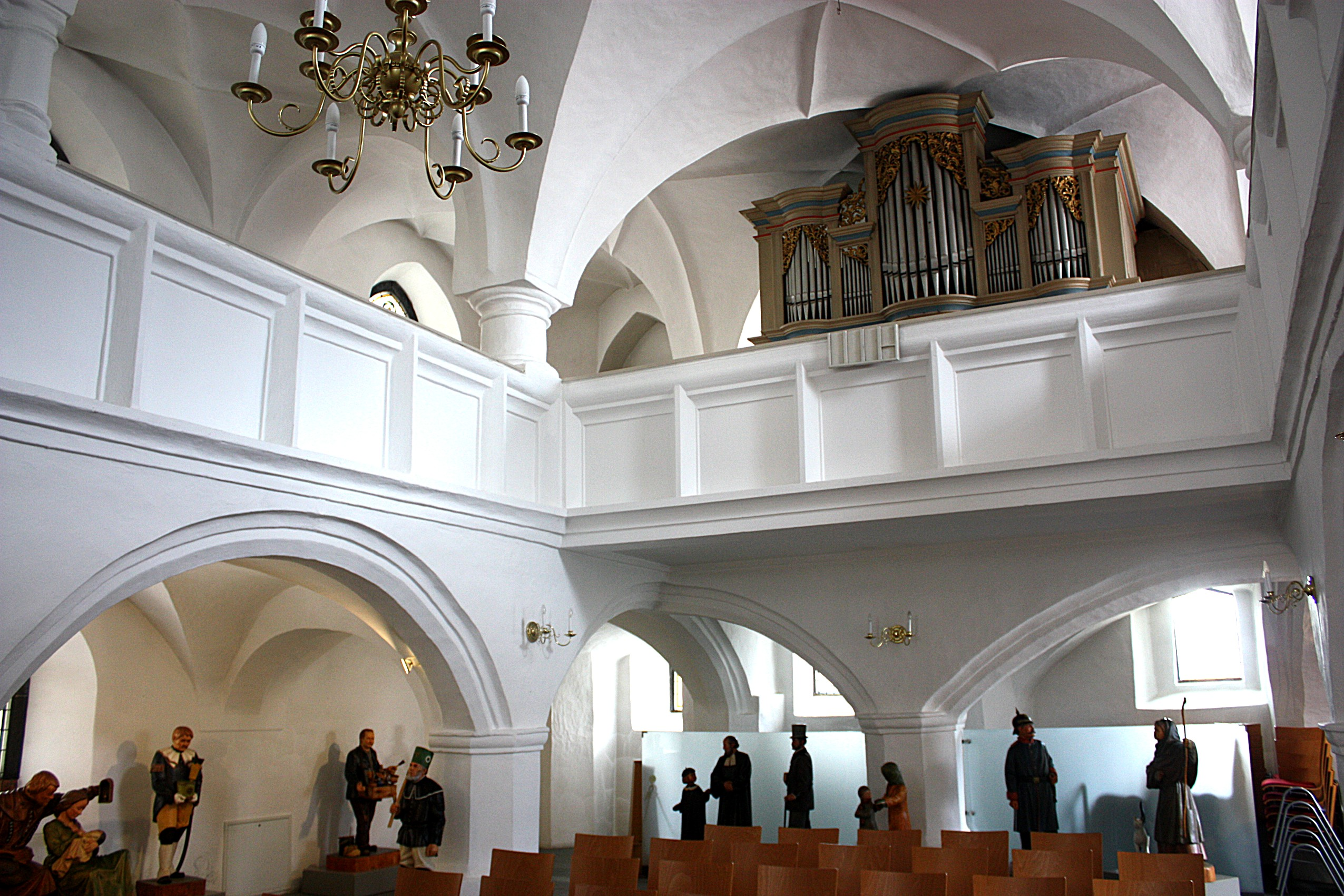
Innenansicht der Bergkirche mit Figuren des Krippenweges

Genutzt wird die Bergkirche unter anderem für die jährlich am zweiten Januarsamstag stattfindenden Berggottesdienste der Bergknapp- und Brüderschaft „Glück auf“ Frohnau e. V. und für verschiedene andere Veranstaltungen. Die Bergkirche ist ganzjährig für Besucher zugänglich.

## Annaberger Krippenweg
In der Bergkirche wird zur Adventszeit ein regionaler Krippenweg, der sogenannte „Annaberger Krippenweg“, präsentiert. Es handelt sich dabei um eine bergmännische Weihnachtskrippe, die aus mehreren holzgeschnitzten Großfiguren besteht. Sie sollen die Verbindung von erzgebirgischem Bergbau und christlichem Glauben zeigen. Beispielsweise wird die Josephsfigur der Krippe durch einen Bergmann symbolisiert. Auch andere Figuren entstammen der Welt des erzgebirgischen Bergbaus. Daneben finden sich Figuren aus dem Leben einer gründerzeitlichen erzgebirgischen Stadt. Die Krippe wurde im Jahr 2000 begonnen und 2015 vollendet; sie umfasst 32 Holzfiguren. Ergänzt wird sie durch weitere Figuren, die symbolisch den Weg in die Bergkirche weisen und an anderen Orten in der Stadt aufgestellt sind (z. B. im Erzgebirgsklinikum Annaberg).

## Orgel
Die Orgel wurde 1882 von dem Orgelbauer Conrad Geißler (Eilenburg) erbaut. Sie stand ursprünglich in der Kirche in Nischwitz und wurde in den Jahren 1973–1974 in einem in Annaberg vorhandenen historischen Orgelgehäuse aufgestellt. Das Schleifladen-Instrument hat 11 Register auf zwei Manualwerken und Pedal. Die Spiel- und Registertrakturen sind mechanisch.
| I Hauptwerk C–f3 |            |    |
| 1.               | Principal  | 8' |
| 2.               | Gedackt    | 8' |
| 3.               | Octave     | 4' |
| 4.               | Flöte      | 4' |
| 5.               | Octave     | 2' |
| 6.               | Mixtur III |    |

| II Oberwerk C–f3 |                 |    |
| 7.               | Flauto traverso | 8' |
| 8.               | Viola di Gamba  | 8' |
| 9.               | Geigenprincipal | 4' |

| Pedalwerk C–d1 |             |     |
| 10.            | Subbass     | 16' |
| 11.            | Violoncello | 8'  |

- Koppeln: II/I, I/P
- Effektregister: Zimbelstern